# Harvest Moon: Animal Parade
Harvest Moon: Animal Parade (牧場物語わくわくアニマルマーチ?, Bokujō Monogatari: Waku Waku Animaru Māchi)  è un videogioco di simulazione di una fattoria pubblicato esclusivamente per console Nintendo Wii. È il secondo titolo della serie Harvest Moon ad essere pubblicato per Wii ed ha lo stesso character design di Harvest Moon: Tree of Tranquility. Sono presenti nel gioco numerosi animali cavalcabili, inclusi numerosi animali da circo.

## Storia
Un albero divino che sorgeva in mezzo allo stagno della Dea del raccolto ha iniziato ad indebolirsi, le creature che vivevano lì hanno cominciato a lasciare la terra mentre le cinque campane hanno perso il loro potere. Solo la forza del Re Harvest può ravvivare la terra e portare l'albero in vita, ma egli è introvabile. Compito del giocatore è quello di suonare le cinque campane, riportare il Re Harvest sull'isola, e contribuire a far rivivere l'Albero della Dea, portando avanti allo stesso tempo la gestione di una grande fattoria. Il giocatore deve crescere e vendere i propri raccolti per guadagnare soldi che gli serviranno per comprare oggetti utili per il raccolto o semplicemente per arredare la propria proprietà.